# Wereldbeker schaatsen 2010/2011 - Wereldbeker 6
De Wereldbeker schaatsen 2010/2011 Wereldbeker 6 was de zesde race van het Wereldbekerseizoen. De wedstrijd werd gehouden op de Krylatskoje in Moskou, Rusland van 28 tot en met 30 januari 2011.

## Tijdschema
| Datum      | Lokale tijd | MET   | Onderdeel                                                                             |
| ---------- | ----------- | ----- | ------------------------------------------------------------------------------------- |
| 28 januari | 13:00       | 11:00 | 500 m vrouwen 500 m mannen 1500 m mannen 3000 m vrouwen                               |
| 29 januari | 13:00       | 11:00 | 500 m vrouwen 500 m mannen 1500 m vrouwen 5000 m mannen                               |
| 30 januari | 12:30       | 10:30 | 1000 m vrouwen 1000 m mannen Ploegenachtervolging vrouwen Ploegenachtervolging mannen |

## Nederlandse deelnemers
| Afstand              | Geslacht | Deelnemers, A- of B-groep                         | Deelnemers, A- of B-groep                         | Deelnemers, A- of B-groep                         | Deelnemers, A- of B-groep                         | Deelnemers, A- of B-groep                         | Deelnemers, A- of B-groep                         | Deelnemers, A- of B-groep                         | Deelnemers, A- of B-groep                         | Deelnemers, A- of B-groep                         | Deelnemers, A- of B-groep                         |
| -------------------- | -------- | ------------------------------------------------- | ------------------------------------------------- | ------------------------------------------------- | ------------------------------------------------- | ------------------------------------------------- | ------------------------------------------------- | ------------------------------------------------- | ------------------------------------------------- | ------------------------------------------------- | ------------------------------------------------- |
| 1e 500m              | Mannen   | Jan Smeekens                                      | A                                                 | Jacques de Koning                                 | A                                                 | Stefan Groothuis                                  | A                                                 | Hein Otterspeer                                   | A                                                 | Ronald Mulder                                     | B                                                 |
| 1e 500m              | Vrouwen  | Margot Boer                                       | A                                                 | Annette Gerritsen                                 | A                                                 | Laurine van Riessen                               | A                                                 | Thijsje Oenema                                    | A                                                 | Mayon Kuipers                                     | A                                                 |
|                      |          |                                                   |                                                   |                                                   |                                                   |                                                   |                                                   |                                                   |                                                   |                                                   |                                                   |
| 2e 500m              | Mannen   | Jan Smeekens                                      | A                                                 | Jacques de Koning                                 | A                                                 | Stefan Groothuis                                  | A                                                 | Hein Otterspeer                                   | A                                                 | Simon Kuipers                                     | A                                                 |
| 2e 500m              | Vrouwen  | Margot Boer                                       | A                                                 | Annette Gerritsen                                 | A                                                 | Laurine van Riessen                               | A                                                 | Thijsje Oenema                                    | A                                                 | Mayon Kuipers                                     | A                                                 |
|                      |          |                                                   |                                                   |                                                   |                                                   |                                                   |                                                   |                                                   |                                                   |                                                   |                                                   |
| 1000m                | Mannen   | Stefan Groothuis                                  | A                                                 | Simon Kuipers                                     | A                                                 | Jan Bos                                           | A                                                 | Sjoerd de Vries                                   | A                                                 | Kjeld Nuis                                        | B                                                 |
| 1000m                | Vrouwen  | Margot Boer                                       | A                                                 | Laurine van Riessen                               | A                                                 | Annette Gerritsen                                 | B                                                 | Ireen Wüst                                        | A                                                 | Marrit Leenstra                                   | A                                                 |
|                      |          |                                                   |                                                   |                                                   |                                                   |                                                   |                                                   |                                                   |                                                   |                                                   |                                                   |
| 1500m                | Mannen   | Simon Kuipers                                     | A                                                 | Stefan Groothuis                                  | A                                                 | Kjeld Nuis                                        | A                                                 | Mark Tuitert                                      | A                                                 | Wouter Olde Heuvel                                | A                                                 |
| 1500m                | Vrouwen  | Marrit Leenstra                                   | A                                                 | Ireen Wüst                                        | A                                                 | Laurine van Riessen                               | A                                                 | Diane Valkenburg                                  | A                                                 | Jorien Voorhuis                                   | A                                                 |
|                      |          |                                                   |                                                   |                                                   |                                                   |                                                   |                                                   |                                                   |                                                   |                                                   |                                                   |
| 5000m                | Mannen   | Bob de Jong                                       | A                                                 | Bob de Vries                                      | A                                                 | Wouter Olde Heuvel                                | A                                                 | Jan Blokhuijsen                                   | A                                                 | Jorrit Bergsma                                    | A                                                 |
| 3000m                | Vrouwen  | Ireen Wüst                                        | A                                                 | Jorien Voorhuis                                   | A                                                 | Marije Joling                                     | A                                                 | Linda de Vries                                    | B                                                 | Diane Valkenburg                                  | B                                                 |
|                      |          |                                                   |                                                   |                                                   |                                                   |                                                   |                                                   |                                                   |                                                   |                                                   |                                                   |
| Ploegenachtervolging | Mannen   | Jan Blokhuijsen, Wouter Olde Heuvel, Bob de Vries | Jan Blokhuijsen, Wouter Olde Heuvel, Bob de Vries | Jan Blokhuijsen, Wouter Olde Heuvel, Bob de Vries | Jan Blokhuijsen, Wouter Olde Heuvel, Bob de Vries | Jan Blokhuijsen, Wouter Olde Heuvel, Bob de Vries | Jan Blokhuijsen, Wouter Olde Heuvel, Bob de Vries | Jan Blokhuijsen, Wouter Olde Heuvel, Bob de Vries | Jan Blokhuijsen, Wouter Olde Heuvel, Bob de Vries | Jan Blokhuijsen, Wouter Olde Heuvel, Bob de Vries | Jan Blokhuijsen, Wouter Olde Heuvel, Bob de Vries |
| Ploegenachtervolging | Vrouwen  | Marrit Leenstra, Diane Valkenburg, Ireen Wüst     | Marrit Leenstra, Diane Valkenburg, Ireen Wüst     | Marrit Leenstra, Diane Valkenburg, Ireen Wüst     | Marrit Leenstra, Diane Valkenburg, Ireen Wüst     | Marrit Leenstra, Diane Valkenburg, Ireen Wüst     | Marrit Leenstra, Diane Valkenburg, Ireen Wüst     | Marrit Leenstra, Diane Valkenburg, Ireen Wüst     | Marrit Leenstra, Diane Valkenburg, Ireen Wüst     | Marrit Leenstra, Diane Valkenburg, Ireen Wüst     | Marrit Leenstra, Diane Valkenburg, Ireen Wüst     |

## Podia

### Mannen
| Afstand:             | Goud:                                                  | Tijd    | Zilver:                                                            | Tijd    | Brons:                                               | Tijd    |
| 500 m (vrijdag)      | Pekka Koskela Finland                                  | 35,15   | Jamie Gregg Canada                                                 | 35,23   | Jacques de Koning Nederland                          | 35,24   |
| 500 m (zaterdag)     | Jan Smeekens Nederland                                 | 34,93   | Akio Ota Japan                                                     | 35,02   | Tucker Fredricks Verenigde Staten                    | 35,06   |
| 1000 m               | Stefan Groothuis Nederland                             | 1.08,82 | Denny Morrison Canada                                              | 1,09,57 | Mikael Flygind-Larsen Noorwegen                      | 1,09,65 |
| 1500 m               | Ivan Skobrev Rusland                                   | 1.45,49 | Denny Morrison Canada                                              | 1.46,25 | Mark Tuitert Nederland                               | 1.46,59 |
| 5000 m               | Bob de Jong Nederland                                  | 6.19,43 | Ivan Skobrev Rusland                                               | 6.21,16 | Håvard Bøkko Noorwegen                               | 6.22,79 |
| Ploegenachtervolging | Rusland Pavel Baynov Aleksandr Rumyantsev Ivan Skobrev | 3.43,71 | Noorwegen Håvard Bøkko Mikael Flygind-Larsen Sverre Lunde Pedersen | 3.46,68 | Duitsland Patrick Beckert Robert Lehmann Marco Weber | 3.47,15 |

### Vrouwen
| Afstand:             | Goud:                                                 | Tijd    | Zilver:                                     | Tijd    | Brons:                                               | Tijd     |
| 500 m (vrijdag)      | Jenny Wolf Duitsland                                  | 37,90   | Margot Boer Nederland                       | 38,56   | Heather Richardson Verenigde Staten                  | 38,57    |
| 500 m (zaterdag)     | Jenny Wolf Duitsland                                  | 38,01   | Margot Boer Nederland                       | 38,49   | Heather Richardson Verenigde Staten                  | 38,53(3) |
| 1000 m               | Christine Nesbitt Canada                              | 1.15,59 | Ireen Wüst Nederland                        | 1.15,94 | Heather Richardson Verenigde Staten                  | 1.16,18  |
| 1500 m               | Christine Nesbitt Canada                              | 1.56,80 | Ireen Wüst Nederland                        | 1.56,93 | Martina Sáblíková Tsjechië                           | 1.57,50  |
| 3000 m               | Martina Sáblíková Tsjechië                            | 4.04,03 | Ireen Wüst Nederland                        | 4.05,41 | Brittany Schussler Canada                            | 4.10,45  |
| Ploegenachtervolging | Nederland Marrit Leenstra Diane Valkenburg Ireen Wüst | 3.01,13 | Noorwegen Hege Bøkko Mari Hemmer Ida Njåtun | 3.03,02 | Duitsland Jennifer Bay Stephanie Beckert Isabell Ost | 3,04,11  |